# Hearts of Iron IV
A Hearts of Iron IV egy úgynevezett "Grand Strategy" (magyarul: nagyszabású stratégia) műfajú videójáték, amely a nagysikerű Hearts of Iron sorozat negyedik részeként született. A játékot a Paradox Development Studio fejlesztette és a Paradox Interactive adta ki.

## Megjelenés
Hivatalosan 2016. június 6-án jelent meg, bár 2014 januárjában 2015 év első negyedévi megjelenést ígértek a fejlesztők, de ezt később 2015 második negyedévére módosították. A 2015-ös E3-on Johan Andersson megerősítette, hogy vissza akarták tenni az eredeti dátumra, azonban volt pár okuk arra, hogy ez nem történhetett meg. Andersson később megerősítette, hogy a játék 2016 első negyedében sem fog megjelenni. A játék a Project Armstrong kódnevet viselte a fejlesztés során. A rajongók nagy megkönnyebbülésére 2016 március 15-én bejelentették, hogy 2016 június 6-án a Normandiai Partraszállás 72-ik évfordulójakor fog megjelenni a játék.

## Történet
A játék 1936-tól 1948-ig játszható az eddig megalkotott tartalma szerint, de ezt később bővíteni szeretnék az 1960-as évekig, mivel sok rajongói panasz érkezett a rendkívül csekély tartalomra, a játék 2016 júniusi 1.0-s verzióját tekintve. Célunk egyszerű: megnyerni a második világháborút. Azt, hogy melyik frakció oldalán és melyik nemzettel, az a mi döntésünk. Érdekesség, hogy egy a fejlesztők által kiadott statisztika szerint a játékosok csaknem fele a Tengelyhatalmak oldalán száll harcba (ezen belül is legtöbben Németországgal), 25%-a a Komintern oldalán (ezen belül a legtöbben a Szovjetunióval) és szintén 25%-a a Szövetségesek oldalán (ezen belül a legtöbben az USA-val).

## Tartalom
A játék tartalmát az ősrajongók eleinte nagyon sokan kevésnek tartották, illetve túl casual-nek például a Hearts of Iron III-hoz képest, ám ez a "túl casual" mód sok új játékost is megfogott az egyszerűbb kezelőfelület, a nagyobb átláthatóság miatt. A játék fejlesztői nem sokkal a játék megjelenése után bejelentették, hogy legalább 4 évig folyamatosan gyártják majd a tartalmakat a sorozat új részéhez, mivel ők is tisztában vannak azzal, hogy ami az alapjátékba belekerült, az nem hozza az elvárt mennyiséget. A tartalmak gyártásához hamar felépítettek egy kiadási rendszert, amely abból áll, hogy nagyjából félévente kiadnak egy fizetős DLC-t (kiegészítőt), és a DLC megjelenésével azonos napon kiadnak egy ingyenes Patch-et (frissítést) is, amelyhez a rá következő 1-2 hétben majd kiadnak egy-egy Hotfix-et (gyorsjavítást) is. Vannak, akik úgy gondolják, hogy a DLC-k ára igen magas, mivel az alapjáték maga 35 euró, a DLC-k pedig fejenként átlagban súrolják a 15 eurót is.

## A játék verzióinak történetei
| Verzió | Kiadási dátum        | Checksum | Leírás                                                                               |
| ------ | -------------------- | -------- | ------------------------------------------------------------------------------------ |
| 1.10.8 | 2021. augusztus 05.  | 02cc     | Hotfix                                                                               |
| 1.10.7 | 2021. június 03.     | 02cc     | Hotfix                                                                               |
| 1.10.6 | 2021. június 03.     | 02cc     | Patch                                                                                |
| 1.10.5 | 2021. április 15.    | 502a     | Hotfix                                                                               |
| 1.10.4 | 2021. február 04.    | 8878     | Multiplayer Security Fix                                                             |
| 1.10.3 | 2020. november 26.   | aa89     | Big Sur fix                                                                          |
| 1.10.2 | 2020. november 12.   | f82d     | Bugfix                                                                               |
| 1.10   | 2020. október 15.    | dd56     | Főbb Patch (fedőneve "Collie") A Battle for the Bosporus DLC-vel egy időben érkezett |
| 1.9.3  | 2020. június 04.     | a7a4     | Bugfix                                                                               |
| 1.9.2  | 2020. május 06.      | a73d     | Bugfix                                                                               |
| 1.9.1  | 2020. április 08.    | 6d23     | Bugfix                                                                               |
| 1.9    | 2020. február 25.    | ab9e     | Főbb Patch (fedőneve "Husky") A La Résistance DLC-vel egy időben érkezett            |
| 1.8.2  | 2020. február 07.    | ce2f     | Hotfix                                                                               |
| 1.8.1  | 2019. november 14.   | aa59     | Hotfix                                                                               |
| 1.8    | 2019. november 13.   | 3241     | Főbb Patch (fedőneve "Fork") Egységes PDX indító.                                    |
| 1.7.1  | 2019. június 26.     | 87c8     | Hotfix                                                                               |
| 1.7    | 2019. április 6.     | d12e     | Főbb patch (fedőneve "Hydra").                                                       |
| 1.6.2  | 2019. április 3.     | 55d5     | Hotfix                                                                               |
| 1.6.1  | 2019. március 13.    | 55d5     | Hotfix                                                                               |
| 1.6    | 2019. február 28.    | 9513     | Főbb patch (fedőneve "Ironclad"). A Man the Guns DLC-vel egy időben érkezett         |
| 1.5.4  | 2018. június 27.     | 1503     | Hotfix                                                                               |
| 1.5.3  | 2018. április 19.    | 30ec     | Hotfix                                                                               |
| 1.5.2  | 2018. április 12.    | fa9b     | Hotfix                                                                               |
| 1.5.1  | 2018. március 15.    | dbb6     | Hotfix                                                                               |
| 1.5    | 2018. március 8.     | 9515     | Főbb patch (fedőneve "Cornflakes"). A Waking the Tiger DLC-vel egy időben érkezett   |
| 1.4.2  | 2017. augusztus 21.  | a48d     | Hotfix                                                                               |
| 1.4.1  | 2017. június 29      | 6e42     | Hotfix                                                                               |
| 1.4    | 2017. június 14.     | 9b1f     | Főbb patch (fedőneve "Oak"). A Death or Dishonor DLC-vel egy időben érkezett         |
| 1.3.3  | 2017. február 23.    | 2dd2     | Bugfix. Leírás: nem akart működni Windows Vista-n.                                   |
| 1.3.2  | 2017. január 17.     | e13a     | Hotfix                                                                               |
| 1.3.1  | 2016. december 21.   | 8152     | Hotfix                                                                               |
| 1.3    | 2016. december 15.   | 5256     | Főbb patch (fedőneve "Torch"). A Together for Victory DLC-vel egy időben érkezett    |
| 1.2.1  | 2016. szeptember 23. | 3d5f     | Hotfix                                                                               |
| 1.2    | 2016. szeptember 16. | bb23     | Főbb patch (fedőneve "Sunflower")                                                    |
| 1.1    | 2016. június 30.     | 5d33     | Főbb patch (fedőneve "Red Ball Express")                                             |
| 1.0.1  | 2016. június 14.     | f680     | Hotfix                                                                               |
| 1.0    | 2016. június 6.      | 8899     | Kiadási verzió                                                                       |

## Kiegészítők
A kiegészítők jelentősen megváltoztatják a játékot; új és továbbfejlesztett gameplay mechanikák kerülnek bevezetésre, valamint balance-olás és/és új interfészbeli változásokat is nyújtanak (a hozzá tartozó ingyenes patch-csel együtt).
A DLC (downloadable content) magyarul "letölthető tartalmat" jelent. Célja, hogy az alapjátékot (vanilla) kiegészítse plusz tartalmakkal, ugyanakkor ezekért plusz pénzt kell fizetni az alapjáték kifizetésén felül. A Hearts of Iron IV DLC-i nagyjából fél vagy háromnegyed évente jelennek meg, amelyek nagy változást hoznak magukkal. Természetesen a fizetős DLC-k mellett ingyenes frissítések/foltozások (patch-ek) jelennek meg, amelyek még több új változást hoznak a játék előző verzióihoz képest.
| Cím                     | Kiadási dátumok   | Rövid leírás | Linkek                                                                   |
| ----------------------- | ----------------- | --- | ------------------------------------------------------------------------ |
| Together for Victory    | 2016. december 5. | 2016. október 10-én lett bejelentve. - Új nemzeti fókuszok és események Kanadához, Ausztráliához, Új-Zélandhoz, Brit Indiához és Dél-Afrikához - Változatos történelmi út minden egyes Domínium számára: hűség Britanniához vagy új, önállóbb sors létrehozása - Új autonómia rendszer, amely a külföldi fejlebbvalótól való függetlenedésre is lehetőséget biztosít - A kölcsönrendszer változásai lehetővé teszik, hogy megkérd a szövetségeseidet, hogy küldjék el neked a szükséges felszereléseket - Lándzsahegy csataterv parancs is került be, amely nagyobb hatékonyságot biztosít a nagy katlanok (bekerítések) létrehozására - A technológia megosztása lehetővé teszi a Nemzetközösség országai számára, hogy gyorsan fejlődjenek brit                                                    | PDX / Steam                                                              |
| Death or Dishonor       | 2017. június 17.  | 2017. április 26-án lett bejelentve. - Új nemzeti fókuszok Magyarországhoz, Romániához, Csehszlovákiához és Jugoszláviához - Felszerelések átalakítása: Frissítheted arzenálodat a régebbi felszerelések átalakításával - vagy használd fel az ellenségtől szerzett felszereléseket - Új diplomáciai interakciók: A katonai technológiák licenszeit elkérheted más országoktól, hogy gyárthasd az ő felszereléseiket - Új báb interakciók: A fasiszta országoknak is lehetősége van bábokat elnyomni vagy nagyobb autonómiát adni számukra - Új zene és grafika: 3 új tematikus zeneszám Andreas Waldetoft-tól, illetve új grafikai tartalmak | PDX Archiválva 2018. október 18-i dátummal a Wayback Machine-ben / Steam |
| Waking the Tiger        | 2018. március 8.  | 2017. november 15-én lett bejelentve. - Új nemzeti fókuszok Kínához és a Kínai Népköztársasághoz - Módosított fókuszfák Németországhoz és Japánhoz: Ezentúl két újabb történelmi utat biztosítottak számukra - Általános tulajdonságok és képességek: A tábornokok tulajdonságai ezentúl Katonai Presztízsbe kerülnek, és igen hasznosak lesznek - Döntések és küldetések: A történelmi döntések és a nemzeti küldetések új lehetőséget teremtenek a politikai hatalom elköltésére, a hazai politikától a speciális projektek elindítására - Az akklimatizáció: Az idő múlásával a csapatok megtanulják, hogyan lehet túlélni a sivatagban vagy a kemény télben - És még egyebek: használhatsz az önkéntes légi hadtestet, valamint új zenék és grafikák is bekerültek                               | PDX Archiválva 2018. október 9-i dátummal a Wayback Machine-ben / Steam  |
| Man the Guns            | 2019. február 28. | 2018 nyarán lett bejelentve - Új nemzeti fókuszok Mexikóhoz és Hollandiához - Módosított fókuszfák Egyesült Államokhoz és az Egyesült Királysághoz - Hajó dizájnolás: Kifejleszthetsz új részegységeket és felszerelheted a régi hajóidra, hogy így tegyél szert előnyre - Admirális jellemvonások és képességek: Fejleszd az admirálisod, hogy új jellemvonásokat és képességeket oldhass fel - Kormány száműzetésben: Demokráciád fogadhatja a száműzött kormányokat, így segítve legitimitásukat, cserébe emberállományért és elit egységekért - Tengeri aknák: Megvédheted a partvidékeket aknákkal vagy eltakaríthatod az ellenség által lerakottakat - Hajózási útvonal tervező: Beállíthatsz a flottád számára olyan régiókat amiket el szeretnél kerülni - Új zenék: 4 új tematikus zeneszám | PDX / Steam HOI4Wiki                                                     |
| La Résistance           | 2020. február 25. | 2019. október 19-én lett bejelentve | PDX / Steam HOI4Wiki                                                     |
| Battle for the Bosporus | 2020. október 15. | 2020. szeptember 23-án lett bejelentve - Új nemzeti fókusz Bulgáriához, Görögországhoz és Törökországhoz - Új 3D osztag modellek a török és balkáni seregeknek | PDX / Steam                                                              |

## A játék hivatalos nyelvei
Az alábbi táblázatban láthatók a Hearts of Iron IV hivatalos fordításai.
| Nyelv                  | Hivatkozás             | Vezető    |
| ---------------------- | ---------------------- | --------- |
| Deutsch (German)       | German translation     | Tass      |
| Español (Spanish)      | Spanish translation    | -         |
| Français (French)      | French translation     | Pyrignis  |
| Polskie (Polish)       | Polish translation     | -         |
| Português (Portuguese) | Portuguese translation | -         |
| Pусский (Russian)      | Russian translation    | ElmorteUA |

## A játék magyar nyelve
A Hearts of Iron IV hivatalosan nem jelent meg magyar nyelven, ahogy a sorozat elődei sem, viszont a Paradox Hungary fordítócsapatnak köszönhetően a játék megjelenése után egy héttel a játékot részben már játszhattuk magyar nyelven. Ez jó hír volt az olyan Hearts of Iron rajongók számára, akik azért nem játszottak a sorozat legújabb tagjával, mert nem értenek a játék hivatalos nyelvein, vagy éppen csak nem szeretnek nem magyar nyelven játszani. A csapat a játék első évfordulójára (2017. június 6.) 100%-ig elkészítette a játék fordítását. Ugyanakkor a játék fejlesztése nem maradt abba, ezért a fordítócsapat sem dőlhetett hátra, mivel az újabbnál újabb tartalmak bekerülését is valakinek le kell fordítania, a nyelvi fájlokat karban kell tartania. A Paradox Hungary 17 fős brigádja ígéretet tett arra, hogy amennyiben a rajongók hajlandók valamilyen módon támogatni őket, folyamatosan karban fogják tartani a játék nyelvét, illetve a játék különböző mod-jaihoz is készítenek magyar nyelvet.

### Magyarul (vagy részben magyarul) játszható mod-ok
- Hungarian Flavor mod (teljesen magyar)
- The Great War mod (részben magyar)
- Road to 56 mod (részben magyar)
- Millenium Dawn: Modern Day (részben magyar)